# Tony Todd

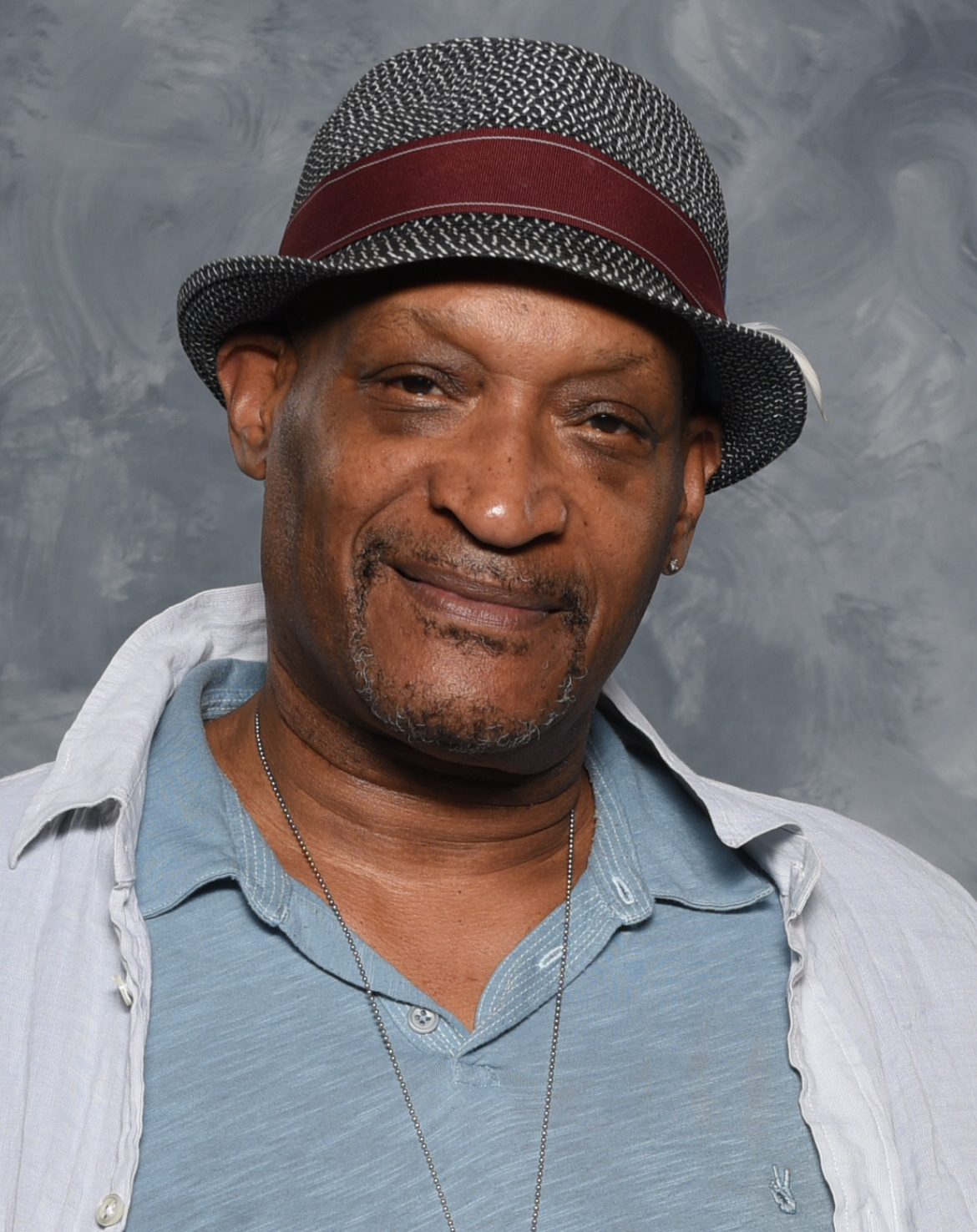
Tony Todd, 2017

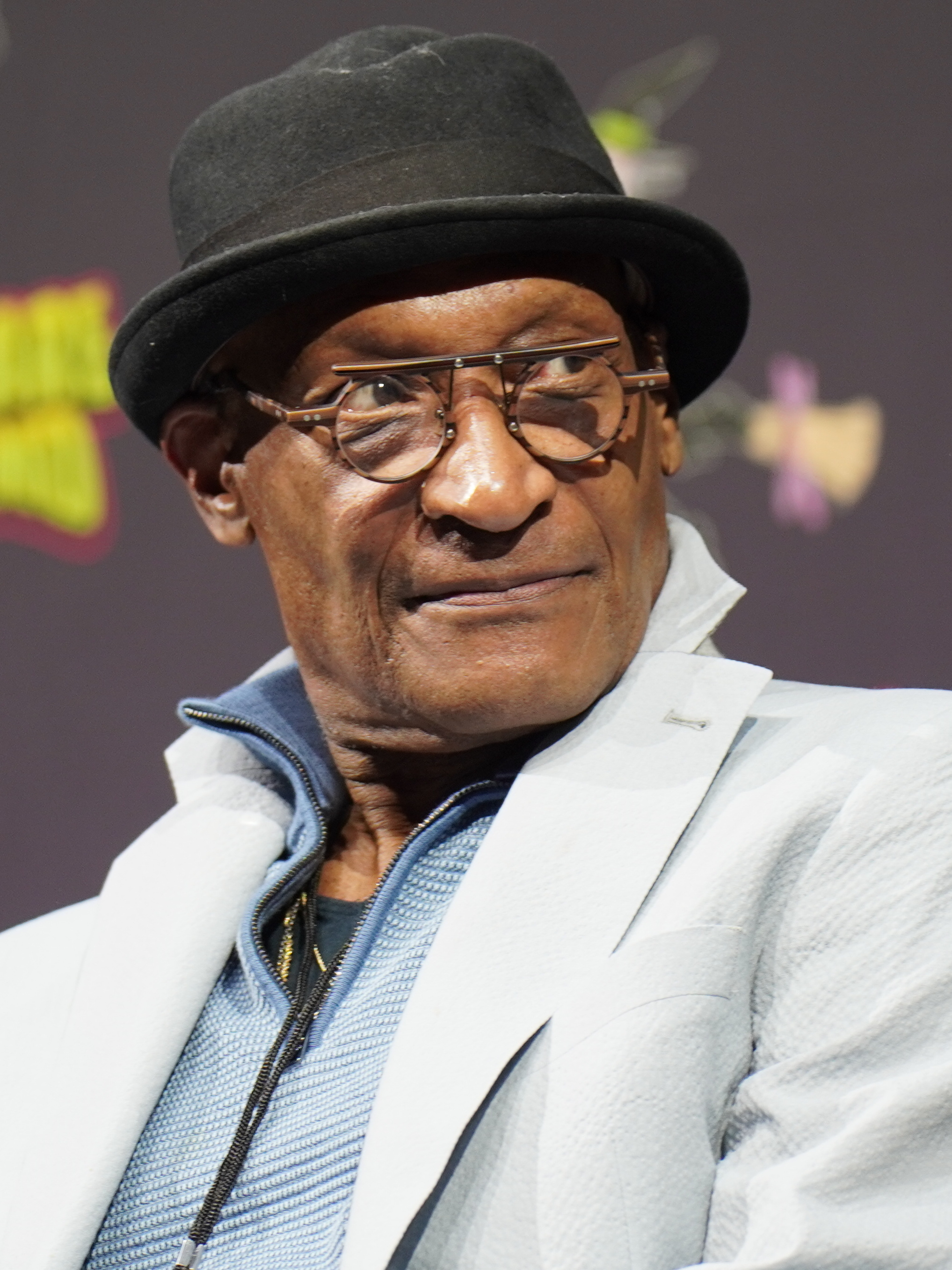
Tony Todd, 2023

Anthony Tiran Todd (* 4. Dezember 1954 in Washington, D.C.; † 6. November 2024 in Marina del Rey, Kalifornien) war ein US-amerikanischer Schauspieler. Er war vor allem bekannt als Darsteller des Candyman, den er in vier Filmen verkörperte.

## Leben und Wirken
Todd wurde in Washington, D.C., geboren und wuchs in Hartford, Connecticut, auf. Nach dem Besuch der lokalen Hartford Public High School absolvierte er ein Studium an der University of Connecticut und am „Eugene O’Neill National Theatre Institute“. Für beide Universitäten hatte er Stipendien erhalten, in Connecticut ein Sportstipendium.
Ab 1986 war er als Schauspieler für Film und Fernsehen aktiv. In den 1990er-Jahren war er auch in Raumschiff Enterprise – Das nächste Jahrhundert und Star Trek: Deep Space Nine als klingonischer Captain Kurn zu sehen.
Zwischen 2000 und 2025 wirkte Todd in fünf der bis dahin erschienenen Filmen der Final Destination-Reihe.
Von 2005 bis 2006 war er in drei Folgen der Serie Stargate – Kommando SG-1 zu sehen. Außerdem trat er in der Fernsehserie Xena – Die Kriegerprinzessin in der Folge „Schiff der Verdammnis“ als Cecrops auf. Todd übernahm im April 2012 die Hauptrolle in der Horror-Serie Zombie Family, neben Cerina Vincent und Reggie Bannister. Sein Schaffen umfasst mehr als 200 Film- und Fernsehprojekte, darunter viele B-Movies aus dem Horrorgenre.
Neben seiner Arbeit vor der Kamera trat er in Theaterstücken auf und betätigte sich mit seiner markanten Stimme als Erzähler in Filmen und Filmtrailern. Im Computerspiel Call of Duty: Black Ops II lieh er „Admiral Tommy Briggs“ seine Stimme.
Todd starb am 6. November 2024 in Marina del Rey im Alter von 69 Jahren nach längerer Krankheit. Er hinterließ seine Ehefrau und zwei Kinder.

## Filmografie (Auswahl)

### Filme
- 1986: Platoon
- 1987: Enemy Territory
- 1989: Der knallharte Prinzipal (Lean on Me)
- 1990: Die Rückkehr der Untoten (Night of the Living Dead)
- 1990: Criminal Justice
- 1992: Candyman’s Fluch (Candyman)
- 1994: The Crow – Die Krähe (The Crow)
- 1995: Candyman 2 – Die Blutrache (Candyman: Farewell to the Flesh)
- 1996: Beastmaster – Das Auge des Braxus (Beastmaster – The Eye of Braxus)
- 1996: The Rock – Fels der Entscheidung (The Rock)
- 1996: Dark Assassin
- 1997: Wes Craven’s Wishmaster (Wishmaster)
- 1997: True Women
- 1998: Bram Stoker: Dark World (Shadow Builder)
- 1999: Babylon 5: Waffenbrüder (Babylon 5: A Call to Arms)
- 1999: Candyman 3 – Der Tag der Toten (Candyman 3 – Day of the Dead)
- 2000: Das Geheimnis (Le Secret)
- 2000: Final Destination
- 2003: Final Destination 2
- 2003: Eiskalte Stille (Silence)
- 2004: Murder-Set-Pieces
- 2005: Checking Out – Alles nach meinen Regeln (Checking Out)
- 2006: Minotaur
- 2006: Final Destination 3 (Stimme)
- 2006: Shadow: Dead Riot
- 2006: Dr. Jekyll and Mr. Hyde (The Strange Case of Dr. Jekyll and Mr. Hyde)
- 2006: The Eden Formula
- 2007: Hatchet
- 2007: The Man From Earth
- 2007: Shadow Puppets
- 2008: 24: Redemption (Fernsehfilm)
- 2009: Transformers – Die Rache (Transformers: Revenge of the Fallen, Stimme)
- 2009: Penance – Sie zahlen für ihre Sünden (Penance)
- 2009: The Graves
- 2010: Hatchet II
- 2011: Final Destination 5
- 2011: Jack the Reaper
- 2012: Sushi Girl
- 2013: Army of the Damned – Willkommen in der Hölle (Army of the Damned)
- 2014: Prelude to Axanar
- 2015: Frankenstein – Das Experiment (Frankenstein)
- 2016: Zombies! – Überlebe die Untoten (Zombies)
- 2018: Hell Fest
- 2018: The Final Wish
- 2020: Sky Sharks
- 2021: Candyman
- 2021: Destination Marfa
- 2022: Hellblazers
- 2022: Bitch Ass
- 2024: Stream
- 2024: BUNKER 06: Das Exitus-Protokoll (The Bunker)
- 2025: Final Destination: Bloodlines

### Fernsehserien
- 1989: MacGyver
- 1990, 1991: Raumschiff Enterprise – Das nächste Jahrhundert (Star Trek: The Next Generation, 3 Folgen)
- 1994: Law & Order (Folge 4x19 „Blutiger Hass“)
- 1994: Akte X – Die unheimlichen Fälle des FBI (The X-Files, Folge 2x04)
- 1995, 1996: Star Trek: Deep Space Nine (2 Folgen)
- 1997: Xena – Die Kriegerprinzessin (Xena: Warrior Princess, Folge 2x21 „Schiff der Verdammnis“)
- 1998: Star Trek: Raumschiff Voyager (Folge 4x16 „Die Beute“)
- 2000: Andromeda
- 2001: Smallville (Folge 1x08)
- 2002: CSI: Miami (Folge 1x11 „Das Todescamp“)
- 2005: Criminal Minds
- 2005, 2009: 24
- 2006: Masters of Horror (Folge 2x08)
- 2005–2006: Stargate – Kommando SG-1 (Stargate SG-1, 3 Folgen)
- 2007–2011: Chuck
- 2012: Hawaii Five-0 (Folge 2x19)
- 2015–2016, 2018: The Flash
- 2017: Riverdale
- 2019: The Orville (Folge 2x12)

## Videospiele (Auswahl)
| Jahr | Titel                                               | Rolle                                 |
| ---- | --------------------------------------------------- | ------------------------------------- |
| 1998 | Star Trek: The Next Generation: Klingon Honor Guard | Kurn                                  |
| 2000 | Legend of Dragoon                                   | Sprecher Zwischensequenzen            |
| 2003 | Star Trek: Elite Force II                           | Korban                                |
| 2007 | Half-Life 2: Episode Two                            | Vortigaunt                            |
| 2011 | Dota 2                                              | Dragon Knight / Night Stalker / Viper |
| 2012 | Call of Duty: Black Ops II                          | Admiral Tommy Briggs                  |
| 2017 | Star Trek Online                                    | General Rodek                         |
| 2018 | Artifact                                            | Viper                                 |
| 2019 | Layers of Fear 2                                    | Erzähler                              |
| 2020 | Half-Life: Alyx                                     | Vortigaunt                            |
| 2023 | Marvel’s Spider-Man 2                               | Venom                                 |
| 2024 | Indiana Jones and the Great Circle                  | Locus                                 |